# خيلون
خيلون الإسبرطي هو أحد الفلاسفة الإغريق من القرن السادس قبل الميلاد. يعد من حكماء الإغريق السبعة. انتُخِب مراقباً من خمسة مراقبين على ملكيّ إسبرطة في 556\5 ق.م. قرض الشعر ووصلت أبياته إلى المئتين. وكان أول من أدخل تقليد مرافقة المراقبين للملوك كمستشارين. ويقال أنه أدخل تعديلات على السياسات الإسبرطية أدّت إلى اتحاد البلوبونيز فيما بعد.